# Katrin Meinke
Katrin Meinke (Wismar, 19 de septiembre de 1979) es una deportista alemana que compitió en ciclismo en la modalidad de pista, especialista en las pruebas de velocidad individual y conrarreloj.
Ganó tres medallas de bronce en el Campeonato Mundial de Ciclismo en Pista entre los años 2000 y 2002.
Participó en los Juegos Olímpicos de Atenas 2004, ocupando el sexto lugar en velocidad individual, el noveno lugar en puntuación y el 11.º en los 500 m contrarreloj.

## Medallero internacional
| Campeonato Mundial | Campeonato Mundial       | Campeonato Mundial | Campeonato Mundial   |
| Año                | Lugar                    | Medalla            | Competición          |
| ------------------ | ------------------------ | ------------------ | -------------------- |
| 2000               | Mánchester (Reino Unido) | Medalla de bronce  | Velocidad individual |
| 2001               | Amberes (Bélgica)        | Medalla de bronce  | 500 m contrarreloj   |
| 2002               | Ballerup (Dinamarca)     | Medalla de bronce  | Velocidad individual |